# 神戸丸 (徳島県)
神戸丸（こうべまる）は、徳島県那賀郡那賀町にある山である。標高1,116.5m。

## 地理
旧上那賀町と旧木頭村の境界に位地する山。
海部山系の東部に位置する鰻轟山・吉野丸から西部の湯桶丸・甚吉森へと続く尾根筋からはややずれて聳える。アセビなどの広葉樹の低木に覆われて展望はほとんどきかない。